# Jerry O’Connell

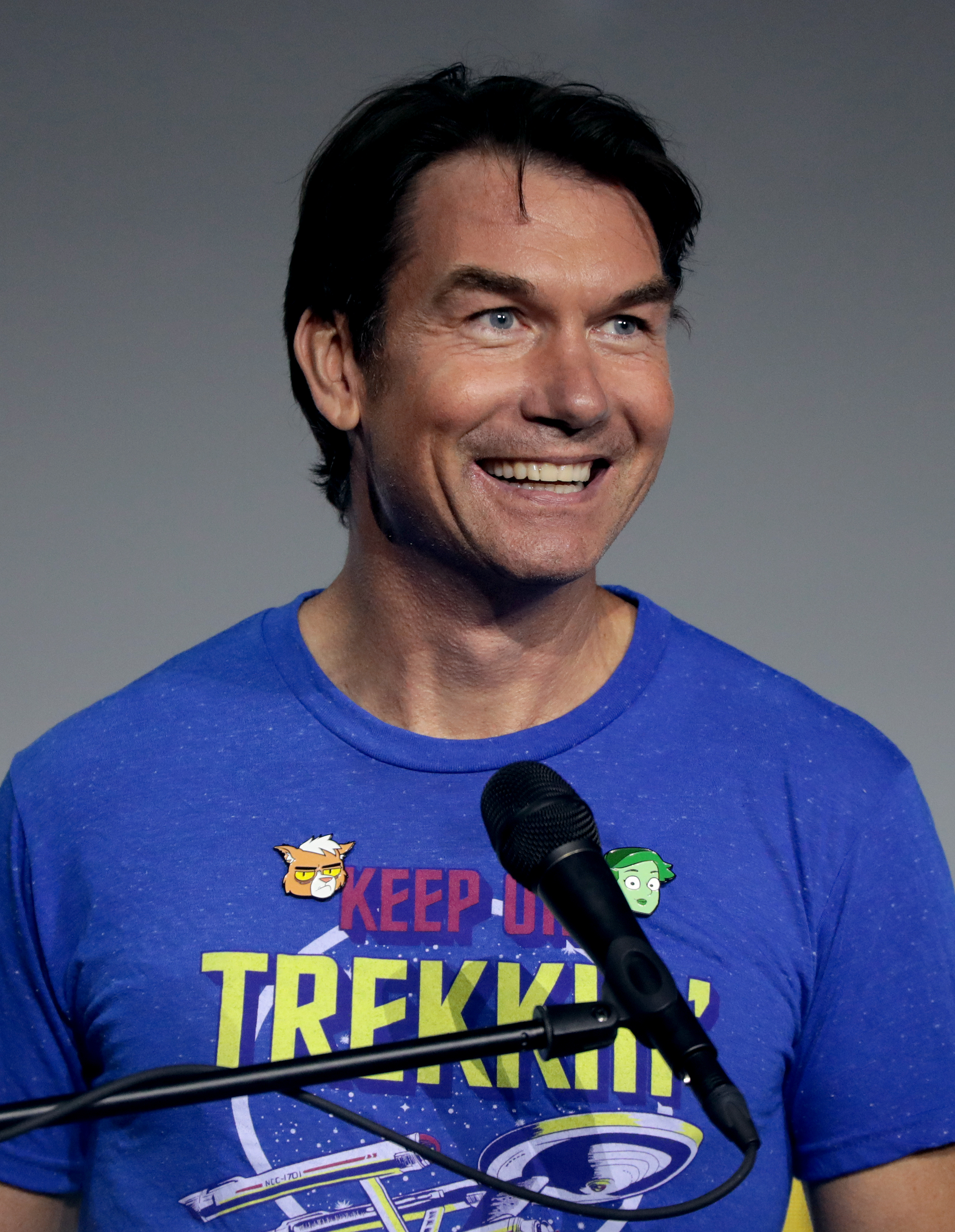
Jerry O’Connell (2019)

Jerry O’Connell (* 17. Februar 1974 in New York City, New York als Michael Jeremiah O’Connell) ist ein US-amerikanischer Schauspieler und Drehbuchautor. Bekannt wurde er neben vorwiegend komödiantischen Rollen in Hollywood-Filmen vor allem als Seriendarsteller (Ultraman – Mein geheimes Ich, Sliders – Das Tor in eine fremde Dimension, Crossing Jordan – Pathologin mit Profil).

## Leben und Werk
O’Connell begann nach mehreren Werbespots seine Schauspielkarriere im Alter von elf Jahren in Rob Reiners Stand by Me – Das Geheimnis eines Sommers (1986). Danach spielte er gelegentlich in Fernsehserien mit und besuchte die Professional Children’s School in Manhattan. 1992 begann er an der New York University Film zu studieren. Er war Kapitän des Säbelfechterteams. An der Filmhochschule graduierte er 1995 mit einem Bachelor of Fine Arts.
Noch während des Studiums sprach er für Rollen in zwei neuen Fernsehserien vor: Sliders – Das Tor in eine fremde Dimension und Party of Five. Er erhielt die Hauptrolle des Quinn Mallory in Sliders, einer Science-Fiction-Serie, deren Protagonisten durch ein Dimensionstor in verschiedene Realitäten reisen. Die Serie machte ihn bekannt und half ihm, nicht mehr nur „das dicke Kind“ aus Stand by Me zu sein; er produzierte die vierte und vorletzte Staffel selbst und führte bei verschiedenen Episoden Regie oder schrieb das Drehbuch.

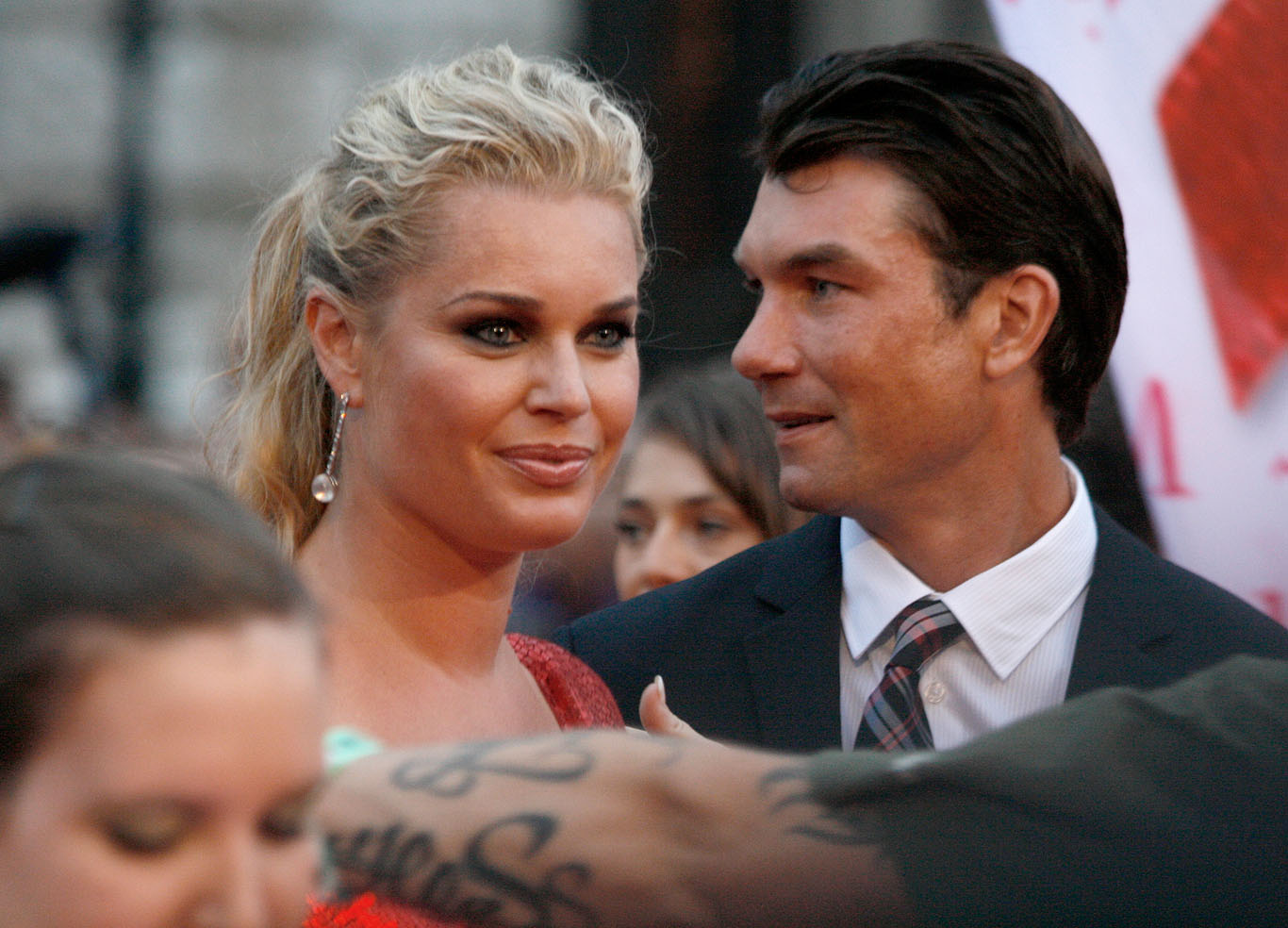
Jerry O’Connell mit Ehefrau Rebecca Romijn (Life Ball 2010)

Danach folgten vermehrt Rollen in großen Hollywoodproduktionen wie Body Shots, Mission to Mars, Tomcats und Kangaroo Jack. Die romantische Komödie First Daughter – Date mit Hindernissen mit Katie Holmes, nach einem Drehbuch von O’Connell, fiel aber sowohl beim Publikum als auch bei den Kritikern durch.
Neuen Ruhm als ernsthafter Schauspieler erlangte er in der Darstellung von Detective Woodrow „Woody“ Hoyt in der Krimiserie Crossing Jordan – Pathologin mit Profil. Die ursprünglich als witzige Nebenfigur angelegte Rolle gewann im Verlauf der Serie an Bedeutung. O’Connell hatte Gastauftritte in fast jeder Folge, bis er mit Beginn der vierten Staffel in die Stammbesetzung aufgenommen wurde.
1999 spielte er im Musikvideo zu Heartbreaker von Mariah Carey mit.
O’Connell hat einen jüngeren Bruder namens Charlie, der ebenfalls als Schauspieler arbeitet. Jerry ist seit dem 14. Juli 2007 mit der Schauspielerin Rebecca Romijn verheiratet. Die beiden wurden am 28. Dezember 2008 Eltern von Zwillingen.

## Filmografie (Auswahl)
- 1986: Stand by Me – Das Geheimnis eines Sommers (Stand by Me)
- 1987: Das Cello von oben (The Room Upstairs, Fernsehfilm)
- 1988: Der Equalizer (The Equalizer, Fernsehserie, eine Folge)
- 1988: Ollie Hopnoodle’s Haven of Bliss (Fernsehfilm)
- 1988–1991: Ultraman – Mein geheimes Ich (My Secret Identity, Fernsehserie, 72 Folgen)
- 1989: Charles in Charge (Fernsehserie, eine Folge)
- 1992–1993: Camp Wilder – Ein verrückter Haufen (Camp Wilder; Fernsehserie, 19 Folgen)
- 1993: ABC TGIF (Fernsehserie, 1 Folge)
- 1993: Calendar Girl
- 1995: Die Abenteuer eines Sommers (The Ranger, the Cook and a Hole in the Sky, Fernsehfilm)
- 1995: Blue River (Fernsehfilm)
- 1995–1999: Sliders – Das Tor in eine fremde Dimension (Sliders, Fernsehserie, 69 Folgen)
- 1996: Joes Apartment – Das große Krabbeln (Joe’s Apartment)
- 1996: Jerry Maguire – Spiel des Lebens (Jerry Maguire)
- 1997: Explosion des Schweigens (What the Deaf Man Heard, Fernsehfilm)
- 1997: Scream 2
- 1998: Ich kann’s kaum erwarten! (Can’t Hardly Wait)
- 1999: Die wilden 60er (The ’60s, Fernsehfilm)
- 1999: Body Shots
- 1999: Mariah Carey – Heartbreaker (Musikvideo)
- 2000: Clayton (Kurzfilm)
- 2000: Mission to Mars
- 2001: Tomcats
- 2001: Night Visions (Fernsehserie, eine Folge)
- 2002: Going to California (Fernsehserie, eine Folge)
- 2002: The New Guy
- 2002: Die Hochzeitsfalle (Buying the Cow)
- 2002: Romeo Fire (Kurzfilm)
- 2002–2007: Crossing Jordan – Pathologin mit Profil (Fernsehserie, 88 Folgen)
- 2003: Kangaroo Jack
- 2003: MADtv (Fernsehserie, eine Folge)
- 2004: Without a Trace – Spurlos verschwunden (Without a Trace, Fernsehserie, eine Folge)
- 2004: The Screaming Cocktail Hour (Fernsehserie, eine Folge)
- 2004: Fat Slags
- 2004–2006: Las Vegas (Fernsehserie, fünf Folgen)
- 2005: Deine, meine & unsere (Yours, Mine and Ours)
- 2006: Alibi – Ihr kleines schmutziges Geheimnis ist bei uns sicher (The Alibi)
- 2006: Man About Town
- 2006: Room 6
- 2007: Ugly Betty (Fernsehserie, eine Folge)
- 2007–2008: Carpoolers (Fernsehserie, 13 Folgen)
- 2008: The Parody Video Tom Cruise Wants You to See (Kurzfilm)
- 2008: Samantha Who? (Fernsehserie, eine Folge)
- 2008: Do Not Disturb (Fernsehserie, sechs Folgen)
- 2008: Baby on Board
- 2009: Nora Roberts: Mitten in der Nacht (Midnight Bayou)
- 2009: Obsessed
- 2010: Piranha 3D
- 2010–2011: The Defenders (Fernsehserie, 18 Folgen)
- 2011: NTSF:SD:SUV:: (Fernsehserie, Folge 1x08)
- 2013: Scary Movie 5
- 2013: We Are Men (Fernsehserie, sieben Folgen)
- 2013: Burning Love (Fernsehserie, 14 Folgen)
- 2014: Veronica Mars
- 2014: Space Station 76
- 2014: Mistresses (Fernsehserie, eine Folge)+
- 2015: The Quest – Die Serie (The Librarians; Fernsehserie, Folge 1x10)
- 2016: Detective Laura Diamond (The Mysteries of Laura; Fernsehserie, zwei Folgen)
- 2016–2018: Billions (Fernsehserie, sechs Folgen)
- 2017: Wish Upon
- 2017: Für immer Meerjungfrau – Es gibt sie wirklich (A Mermaid’s Tale)
- 2018: The Big Bang Theory (Fernsehserie, drei Folgen)
- 2018: Carter (Fernsehserie, zehn Folgen)
- 2020: The Secret – Traue dich zu träumen (The Secret: Dare to Dream)
- 2020–2024: Star Trek: Lower Decks (Fernsehserie, Stimme)
- 2021–2022: Star Trek: Discovery Logs (Star Trek Logs, Fernsehserie, zwei Folgen, Stimme)
- 2022: Tab Time (Fernsehserie, eine Folge)
- 2023: The Donor Party
- 2023: Play Dead
- 2023: Star Trek: Strange New Worlds (Fernsehserie, Stimme, eine Folge)
- 2023: The Neighborhood (Fernsehserie, eine Folge)